# Edificio Galiana
El Edificio Galiana es un edificio localizado en la confluencia de las calles Juan Bautista Lafora y San Telmo de la ciudad de Alicante, España.
Fue construido entre 1934 y 1935 sobre otro inmueble ya existente según el proyecto de Miguel López González. Fue elevado por el mismo arquitecto dos nuevas plantas dos décadas más tarde, en 1954, y fue reformado en el año 1990.